# Belisana akebona
Belisana akebona (Japans:アケボノユウレイグモ,Akebono-yūreigumo)  là một loài nhện trong họ Pholcidae. Loài này được phát hiện ở Nhật Bản.